# Diaphone niveiplaga
Diaphone niveiplaga là một loài bướm đêm trong họ Noctuidae.